# Serge Akakpo
Serge Ognadon Akakpo (15 de outubro de 1987) é um futebolista profissional togolês que atua como defensor.

## Carreira
Serge Akakpo representou o elenco da Seleção Togolesa de Futebol no Campeonato Africano das Nações de 2017.